# Коулайланд
Коула̀йланд (на английски: Coalisland; на ирландски: Oileán a'Ghuail) е град в централната част на Северна Ирландия. Разположен е в район Дънганан и Южен Тайроун на графство Тайроун. Намира се на около 55 km западно от столицата Белфаст. На около 7 km на изток от Коулайланд се намира най-голямото езеро в Северна Ирландия Лох Ней. Имал е жп гара от 28 юли 1897 г. до 1 април 1965 г. Населението му е 5700 жители, по данни от 2011 г.